# Stephen Knight
Stephen Knight (Hainault, Engeland, 26 september 1951- 25 juli 1985) was een Britse schrijver die onder meer vrijmetselarij meermaals als onderwerp koos, zoals in Jack the Ripper: The Final Solution (1976) en The Brotherhood (1984). In beide boeken suggereert Knight een geheim verbond van vrijmetselaars die een grote vinger in de pap zouden hebben in het grootste gedeelte van de Britse samenleving.
In Jack the Ripper: The Final Solution suggereert hij dat de moorden deel uitmaakten van een samenzwering tussen vrijmetselaars en het Britse Koningshuis. Zijn theorie werd later in aangepaste versie in From Hell tot een Graphic Novel verwerkt door de Britse schrijver Alan Moore.
Knight schreef ook de boeken:
- Cruelly Murdered
- Requiem at Rogano
- The Killing of Justice Godfrey

De schrijver overleed in 1985 op 33-jarige leeftijd aan de gevolgen van een in 1984 teruggekeerde hersentumor.
- CiNii: DA02018346
- Gemeinsame Normdatei: 1117224872
- International Standard Name Identifier: 0000 0001 1050 4745
- Library of Congress Control Number: n79055900
- Bibliotheek van het Japanse parlement: 00445947
- Nationale bibliotheek van Australië: 36035258
- Nationale Bibliotheek van Israël: 987007445071305171
- Nederlandse Thesaurus van Auteursnamen: 068085125
- SNAC: w6mx71xw
- Système universitaire de documentation: 077714016
- Trove: 1195293
- Virtual International Authority File: 30814001
- WorldCat: E39PBJghtb6tCdpgWpmYtq3JDq